# Espectre d'un pols de xirp

Trama del xirp lineal amb t en [0,5].

L'espectre d'un pols de xirp descriu les seves característiques en termes de components de freqüència. Aquesta representació del domini de la freqüència és una alternativa a la forma d'ona del domini del temps més familiar, i les dues versions estan relacionades matemàticament per la transformada de Fourier.

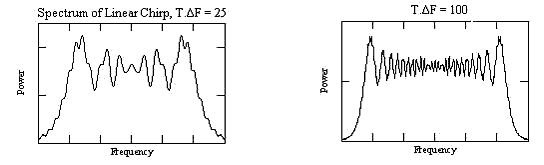
Les dues gràfics mostren els espectres de senyals de xirp amb productes d'amplada de banda de temps de 25 i 100. Cal destacar les ondulacions de Fresnel a les gràfiques.

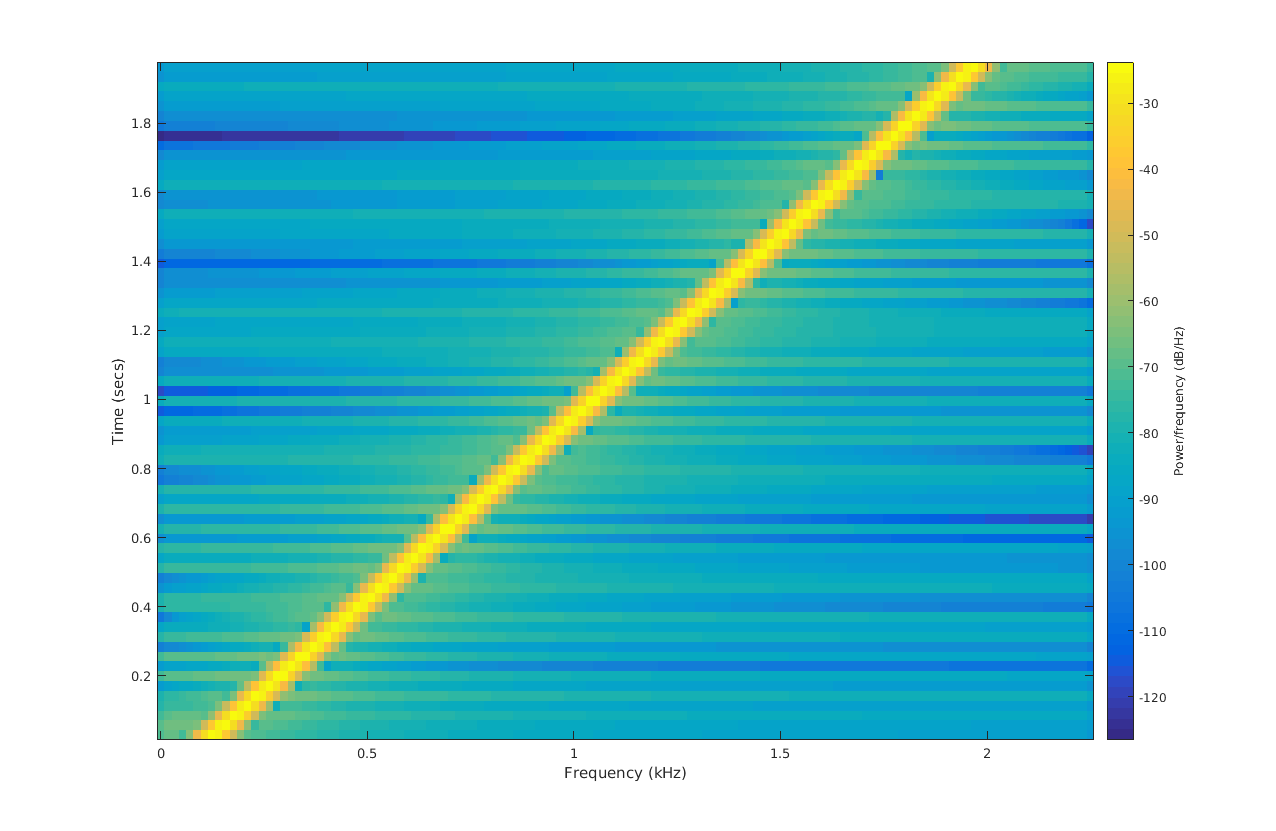
Espectrograma d'un xirp lineal. La gràfica de l'espectrograma mostra la velocitat lineal de canvi de freqüència en funció del temps, en aquest cas de 0 a 7 kHz, repetint-se cada 2,3 segons. La intensitat de la trama és proporcional al contingut energètic del senyal a la freqüència i el temps indicats.

L'espectre és d'interès particular quan els polsos estan subjectes a processament de senyal. Per exemple, quan un pols de xip es comprimeix pel seu filtre coincident, la forma d'ona resultant conté no només un pols estret principal, sinó també una varietat d'artefactes no desitjats, molts dels quals són directament atribuïbles a les característiques de les característiques espectrals del xip.
La manera més senzilla d'obtenir l'espectre d'un xirp, ara que els ordinadors estan àmpliament disponibles, és mostrejar la forma d'ona del domini del temps a una freqüència molt per sobre del límit de Nyquist i cridar un algorisme FFT per obtenir el resultat desitjat. Com que aquest enfocament no era una opció per als primers dissenyadors, van recórrer a l'anàlisi analítica, quan era possible, o a mètodes gràfics o d'aproximació, en cas contrari. Tanmateix, aquests primers mètodes segueixen sent útils, ja que donen una visió addicional del comportament i les propietats dels xips.

## Pols xirp
Una expressió general per a una forma d'ona oscil·latòria, centrada en la freqüència ω0 és
{\displaystyle s(t)=a(t)\cdot \exp[j(\omega _{0}\cdot t+\theta (t))]}
on {\displaystyle a(t)} i θ (t) donen les variacions d'amplitud i fase de la forma d'ona {\displaystyle s}, amb temps.
L'espectre de freqüència d'aquesta forma d'ona s'obté calculant la transformada de Fourier de {\displaystyle s(t)}, és a dir
{\displaystyle S(\omega )=\int _{-\infty }^{\infty }s(t)\cdot \exp(-j\omega t)\cdot dt=\int _{-\infty }^{\infty }a(t)\cdot \exp[j(\omega _{0}t+\theta (t))]\cdot \exp(-j\omega t)\cdot dt}
i per tant
{\displaystyle S(\omega )=\int _{-\infty }^{\infty }a(t)\cdot \exp[j\left\{(\omega _{0}-\omega )\cdot t+\theta (t)\right\}]\cdot dt}
En alguns casos especials, la integral es pot resoldre per donar una expressió analítica, però sovint les característiques de {\displaystyle a(t)} i θ (t) són tals que la integral només es pot avaluar mitjançant un algorisme d'aproximació o per integració numèrica.

## Xirp lineal
En el cas especial en què s(t) es limita a ser un pols superior pla amb un xip amunt amb la seva freqüència instantània que varia com a funció lineal del temps, llavors és possible una solució analítica.
Per comoditat, es considera que el pols té una amplitud unitària i té una durada T, amb l'amplitud i la fase definides durant l'interval de temps -T/2 a +T/2. L'escombrat de freqüència total és ΔF, variant de manera lineal de -ΔF/2 a +ΔF/2 en l'interval de temps definit.
Quan la freqüència és una funció lineal del temps, la fase és una funció quadràtica i s(t) es pot escriure
{\displaystyle s(t)=1\cdot \exp[j(\Delta \Omega \cdot t+{\frac {\Delta \Omega }{2T}}\cdot t^{2})]\qquad {\text{on}}\quad \Delta \Omega =2\pi \cdot \Delta F\qquad {\text{i}}\quad {\frac {-T}{2}}<t<{\frac {T}{2}}}
L'espectre d'aquest senyal FM lineal és
{\displaystyle S(\omega )=\int _{-T/2}^{T/2}\exp \left[j(\Delta \Omega \cdot t+{\frac {\Delta \Omega }{2T}}\cdot t^{2})\right]\cdot \exp(-j\omega \cdot t)\cdot dt=\int _{-T/2}^{T/2}\exp \left[j\left\{(\Delta \Omega -\omega )\cdot t+{\frac {\Delta \Omega }{2T}}\cdot t^{2}\right\}\right]\cdot dt}
Completant el quadrat i utilitzant les integrals de Fresnel C(X) i S(X), :35 :300 definit per
{\displaystyle C(X)=\int _{0}^{X}\cos {\frac {\pi \cdot y^{2}}{2}}\cdot dy\qquad {\text{and}}\qquad S(X)=\int _{0}^{X}\sin {\frac {\pi \cdot y^{2}}{2}}\cdot dy}